# Neoplocaederus frenatus
Neoplocaederus frenatus är en skalbaggsart som först beskrevs av Olof Immanuel von Fåhraeus 1872.  Neoplocaederus frenatus ingår i släktet Neoplocaederus och familjen långhorningar.
Artens utbredningsområde är:
- Malawi.
- Moçambique.
- Zimbabwe.

Inga underarter finns listade i Catalogue of Life.